# Jonesboro (Arkansas)
Jonesboro ist eine City im Craighead County in Arkansas, Vereinigte Staaten. Das U.S. Census Bureau hat bei der Volkszählung 2020 eine Einwohnerzahl von 78.576 ermittelt. Jonesboro ist seit 1859 einer von zwei Sitzen der Countyverwaltung (County Seats) in diesem County. Das Stadtgebiet hat eine Größe von 207,2 km².
Die Stadt wird auch „Stadt der Kirchen“ genannt, da es im Stadtgebiet 75 verschiedene Kirchengebäude gibt. In Jonesboro befindet sich außerdem die Arkansas State University, die zweitgrößte Institution dieser Art im Bundesstaat.

## Geschichte
Jonesboro wurde 1859 zur Bezirkshauptstadt gewählt und benannt nach dem Staatsenator William A. Jones. Einen Eisenbahnanschluss erhielt der Ort 1881, als die Cotton Belt Railroad nördlich von Jonesboro ihre Gleise verlegte. 1860 betrug die Einwohnerzahl bereits 1160 und 1903 wurde die erste Telefonleitung installiert. 1906 wurde in Jonesboro eine Kanalisation eingerichtet. Um 1910 begann man mit dem Reisanbau. Die Elektrifizierung kam 1912 und die Straßen des Ortes wurden durch elektrische Lampen erleuchtet.
Die First Baptist Church und die First Methodist Church waren die zwei ersten Kirchen, die zwischen 1911 und 1916 hier erbaut wurden.
Am 24. März 1998 ereignete sich in der Nähe der Stadt der Amoklauf an der Westside Middle School.

## Sehenswürdigkeiten
- African American Cultural Center
- Arkansas State University Museum
- Jonesboro Art Galleries

## Söhne und Töchter der Stadt
- Rodger Bumpass (* 1951), Synchronsprecher
- Wes Bentley (* 1978), Schauspieler
- Bill Clark (1925–1986), Jazz-Schlagzeuger
- Angie Craig (* 1972), Politikerin
- Marshall Grant (1928–2011), Bassist
- John Grisham (* 1955), Schriftsteller
- Charles McCracken (1926–1997), Cellist
- Edward Meeks (1934–2022), Schauspieler
- Malik Monk (* 1998), Basketballspieler
- Ben Murphy (* 1942), Schauspieler
- Jon Olsen (* 1969), Schwimmer und vierfacher Olympiasieger
- John W. Snyder (1895–1985), Politiker, Finanzminister unter Präsident Harry S. Truman
- Bobby Lee Trammell (1934–2008), Rockabilly-Musiker und Politiker